# Ultima teoremă
Ultima teoremă (2008) (titlu original The Last Theorem) este un roman science fiction scris de Arthur C. Clarke și Frederik Pohl. Romanul a apărut pentru prima dată în Marea Britanie în iulie 2008 la editura HarperVoyager, iar în Statele Unite în august 2008 la editura Del Rey Books. Cartea povestește despre un tânăr matematician srilankez care descoperă demonstrația marii teoreme a lui Fermat, în timp ce Pământul este invadat de extratereștri.
Romanul a fost început de Clarke, dar când sănătatea șubredă și forma psihologică (sau, poate, neurologică) de blocaj scriitoricesc l-au împiedicat să mai avanseze cu scrisul, el și-a înmânat notițele și manuscrisul incomplet lui Pohl, care, consultându-se continuu cu Clarke, a finalizat romanul. Clarke a revizuit manuscrisul final la începutul lunii martie a anului 2008, cu doar câteva zile înaintea morții.
În general Ultima teoremă nu a fost bine primită de critici. Entertainment Weekly au spus în recenzia lor că „ritmul și tonul inegal duc la o poveste moralizatoare care intrigă”. Los Angeles Times s-a întrebat dacă manuscrisul chiar era gata pentru publicare, adăugând că nu face nimic pentru a „îmbogăți moștenirea vreunuia dintre autori”. În schimb, San Francisco Chronicle a descris romanul ca „potrivindu-se perfect stilului lui Clarke, [...] și amintind de importanța pe care Pohl a avut-o în cadrul genului mai bine de 70 de ani".

## Considerații generale
Declarați amândoi Grand Masters, răposatul Sir Arthur C. Clarke și Frederik Pohl au colaborat pentru prima dată cu ocazia Ultimei teoreme. Romanul a fost început de Clarke în prima parte a anului 2004, dar în 2006, la vârsta de 88 de ani, boala provocată de complicațiile sindromului post-poliomielitic și blocajul scriitoricesc l-au împiedicat să mai scrie, lucru care l-a determinat să-i ceară ajutorul lui Pohl. Pohl a explicat: „Arthur mi-a povestit că s-a trezit într-o dimineață și și-a dat seama că nu mai știa cum să continue vreuna dintre cărțile pe care le contractase. Pur și simplu, poveștile i se evaporaseră din cap.” Clarke i-a dat lui Pohl un manuscris de 40–50 de pagini și mai bine de 50 de pagini de notițe, iar în următorii doi ani Pohl s-a ocupat de scrierea cărții. Pohl a declarat că „tot ce apare în roman e ceva care ori a fost sugerat sau scris de el, ori l-am discutat împreună”. Unele dintre notițele lui Clarke s-au dovedit a fi atât de criptice, încât nici măcar Clarke nu a mai reușit să le înțeleagă. Pohl, care era cu doi ani mai mic decât Clarke, avea și el probleme de sănătate: nu mai putea bate la mașină, așa încât o lăsa pe soția sa să-i traducă „mâzgăleala indescifrabilă”. Clarke a revăzut manuscrisul final și și-a dat acordul asupra lui la începutului lunii martie a anului 2008, cu doar câteva zile înainte de a muri.
Unele dintre conceptele prezentate în Ultima teoremă au apărut inițial în alte opere ale lui Clarke. Liftul spațial construit în Sri Lanka apare pentru prima dată în Fântânile Paradisului (1979), unde este de asemenea construit în Sri Lanka (pe atunci Ceylon). Deoarece liftul nu ar putea funcționa decât în apropierea ecuatorului, Clarke „a mutat” Ceylon la sud de ecuator în Fântânile Paradisului și ecuatorul la nord de Sri Lanka în Ultima teoremă. Cursa iahturilor spațiale care folosesc energie solară apar pentru prima dată în povestirea lui Clarke "The Wind from the Sun" (1964), iar conceptul „rasei vechi și misterioase” care ne stabilește soarta, în cazul de față Marii Galactici, au apărut în mai multe romane ale lui Clarke, printre care Sfârșitul copilăriei (1953) și Odiseea spațială (1968–1997). Sunt prezente și unele dintre temele anterioare ale lui Pohl, printre care hibridul om-mașină prezent în Proiectul Omul Plus (1976).

Arthur C. Clarke la reședința lui din Colombo, Sri Lanka, 28 martie 2005.

Clarke a scris peste 30 de romane SF și peste 100 de povestiri, câștigând de mai multe ori atât premiul Hugo, cât și premiul Nebula. S-a mutat în Sri Lanka (pe atunci Ceylon) în 1956 și a rămas acolo tot restul vieții, una dintre cele mai mari dorințe ale sale fiind ca în Sri Lanka să domnească pacea. Acțiunea Ultimei teoreme se petrece în țara sa adoptivă, Pohl afirmând că tensiunile dintre guvernul srilankez singalez și armata de eliberare tamilă (Tigrii Tamili) au constituit „una dintre sursele majore de inspirație ale romanului”.
Cariera scriitoricească a lui Pohl se întinde peste șapte decenii și cuprinde peste 50 de romane SF și numeroase povestiri, scriitorul american fiind de asemenea câștigător multiplu al premiilor Hugo și Nebula. Una dintre pasiunile lui Pohl a constituit-o matematica, în special teoria numerelor, el petrecându-și deseori timpul liber „jucându-se” cu numere prime și încercând chiar să scrie o formulă pentru generarea numerelor prime. El a inventat o serie de trucuri matematice, dintre care unele sunt prezentate în Ultima teoremă.

## Intriga
Acțiunea cărții se petrece în Sri Lanka în prima parte a secolului al XXI-lea și prezintă viața matematicianului Ranjit Subramanian. În timp ce-și face studiile la Universitatea din Colombo, el devine obsedat de Marea teoremă a lui Fermat, o conjectură realizată de Pierre de Fermat în 1637, pentru care acesta pretindea că a conceput o demonstrație pe care n-a așternut-o niciodată pe hârtie. Demonstrația a scăpat matematicienilor din lume timp de peste 350 de ani, până în 1995 când matematicianul britanic Andrew Wiles a publicat o demonstrație de peste 100 de pagini. Însă nu toți au fost satisfăcuți de demonstrația lui Wiles, deoarece a apelat la tehnicile matematice ale secolului al XX-lea, care nu erau disponibile pe vremea lui Fermat.
Al doilea fir narativ al romanului urmărește o rasă extraterestră, Marii Galactici, care sunt alarmați de unda de șoc fotonică produsă de detonarea bombelor nucleare de pe Pământ. Marii Galactici, care monitorizează și controlează destinele unui număr de rase inteligente foarte evoluate, ordonă uneia dintre acestea, Nouă-Membre, să trimită mesaje prin care să le ceară pământenilor să se oprească. Deoarece mesajele rămân fără niciun rezultat, ei ordonă rasei Unu-Virgulă-Cinci să lanseze o armada care să extermine specia umană.
Pe Pământ, conflictele regionale escaladează și Națiunile Unite se străduiesc să le pună capăt. În Sri Lanka, Ranjit ajunge fără voia lui la bordul unui vas deturnat de pirați, iar după recuperarea vasului de către autorități este bănuit de terorism. Timp de șase luni este interogat și torturat și, deoarece nu poate furniza informațiile dorite de autorități, este ținut captiv încă 18 luni. În timpul acestei perioade de detenție, Ranjit caută demonstrația marii teoreme a lui Fermat și, după câteva săptămâni, o rezolvă în doar trei pagini. Ulterior, el este salvat de bunul său prieten Gamini Bandara și își trimite demonstrația spre publicare, devenind celebru peste noapte. Se căsătorește cu Myra de Soyza, o specialistă în inteligență artificială, și este recrutat de CIA pentru a lucra în criptografie.
Tot atunci află că Gamini lucrează pentru Pax per Fidem (Pace Prin Transparență), o organizație secretă a Națiunilor Unite care vrea să stabilească pacea mondială. Pentru a-și atinge scopul, organizația pune la punct o armă non-letală funcționând pe principii electromagnetice, "Tunetul Tăcut", care face inoperabile toate echipamentele electrice aflate în raza sa. Arma este folosită în Coreea de Nord și America de Sud pentru a pune punct unor conflicte regionale, iar Gamini îl invită pe Ranjit să se alăture proiectului. Natura autoritaristă a organizației îl face pe Ranjit să rămână circumspect cu privire la "noua ordine mondială" pe care o propune, așa încât refuză oferta și se alătură consiliului consultativ al unui consorțiu internațional care se ocupă cu realizarea unui lift spațial în Sri Lanka.
Un Mare Galactic care trece întâmplător prin sistemul solar se oprește să observe efectele Tunetului Tăcut și revine la rasa lui. Imediat este trimis către Unu-Virgulă-Cinci ordinul de oprire a distrugerii Pământului până la efectuarea unor investigații mai amănunțite asupra rasei umane.
Liftul spațial este finalizat și omenirea este acum capabilă să se ridice de la suprafața Pământului fără ajutorul rachetelor. Natasha, fiica lui Ranjit și a Myrei, participă la prima cursă de iahturi propulsate cu energie solară, desfășurată între orbitele Pământului și ale Lunii. În timpul cursei, iahtul ei prezintă o defecțiune și fata este răpită de Nouă-Membre, care folosesc apoi o proiecție a ei pentru a interoga personalități de marcă ale omenirii, printre care se numără Ranjit și Gamini, în legătură cu Tunetul Tăcut. Primind un răspuns mulțumitor, Nouă-Membre o eliberează pe Natasha și transmit omenirii un mesaj prin care o anunță că Marii Galactici au renunțat la sterilizarea planetei, dar cer permisiunea ca două rase - Unu-Virgulă-Cinci și Stocații-Mașină - să aterizeze în zone neocupate, fiindu-le imposibil să mai revină pe planetele lor.
Unu-Virgulă-Cinci aterizează în dezolanta depresiune Qattara Depression din Deșertul Libian, pe care o găsesc mulțumitoare comparativ cu lumea lor de baștină. Nemulțumiți că extratereștrii au aterizat pe Pământ, americanii îi atacă cu bombardiere B52, pe care Unu-Virgulă-Cinci le distrug fără probleme. Încercând să aplaneze escaladarea conflictului, Unu-Virgulă-Cinci și Stocații-Mașină oferăă o compensație omenirii, care constă în noi surse de energie și tehnologia transferului mental. Astfel, când Myra moare în urma unui accident de scuba diving, mintea ei este transferată în ciberspațiu, iar Ranjit i se alătură peste ani, odată cu sfârșitul vieții sale fizice.
După 13.000 de ani, Marii Galactici revin pe Pământ și sunt uimiți de dezvoltarea planetei. Până atunci, ei interveniseră întotdeauna în evoluția speciilor inteligente pe care le descoperiseră, convinși că acestea nu erau capabile să evolueze singure. Impresionați de progresul omenirii, Marii Galactici renunță la îndatorirea de a veghea asupra vieții inteligente, trecând această sarcină în mâinile omenirii.

### Capitolele cărții
| - Primul preambul - Al doilea preambul - Al treilea preambul - 1 - Pe stânca Swami - 2 - Universitatea - 3 - O aventură cu spargere de coduri - 4 - Patruzeci de zile de averse de date - 5 - De la Mercur la Oort - 6 - Între timp, înapoi pe Pământ - 7 - Cum ajungem acolo - 8 - Vara - 9 - Zile leneșe - 10 - O viață nouă pentru familia Kanakaratnam - 11 - Viață de pirat - 12 - Judecata - 13 - Un loc convenabil pentru anchetă - 14 - Predarea către cel mai bun licitator - 15 - Prezentarea unuia (sau mai multor) Mari Galactici - 16 - Drumul spre casă - 17 - Paradisul - 18 - Compania - 19 - Faima - 20 - Căsătoria - 21 - Luna de miere, partea a doua - 22 - Lumea Nouă - 23 - Fermierul „Bill” - 24 - California - 25 - Tunetul Tăcut | - 26 - În pragul păcii - 27 - Pax per Fidem - 28 - Construirea unei vieți - 29 - Speranțe înmugurite - 30 - Vești grozave - 31 - Zilele Cârligului Spațial - 32 - Aurul Natashei - 33 - Suferință personală într-o lume fericită - 34 - Pentomino și mașini - 35 - Utilizările vaccinului - 36 - Pregătirea pentru cursă - 37 - Cursa - 38 - Căutarea Natashei Subramanian - 39 - Interogările - 40 - Galeria de portrete - 41 - Din nou acasă - 42 - O mare depresiune - 43 - Aterizarea imogranților - 44 - Neînțelegeri internaționale - 45 - Căutarea unei soluții - 46 - Afacerea - 47 - Despărțirea - 48 - Sufletul din mașină - Primul postambul - Al doilea postambul - Al treilea postambul - Al patrulea postambul |

## Personaje

### Oameni
- Ranjit Subramanian - cetățean srilankez de etnie tamilă, geniu în matematică și fiu al unui preot hindus; devine celebru după ce demonstrează Marea teoremă a lui Fermat fără a recurge la metode indisponibile pe vremea lui Fermat
- Myra Subramanian (născută de Soyza) - cetățeană srilankeză de origine portughezăm specialistă în inteligență artificială și soția lui Ranjit
- Natasha de Soyza Subramanian – concurentă în cursa iahturilor cu propulsie solară, fiica lui Ranjit și a Myrei
- Gamini Bandara - cetățean srilankez de origine singaleză, agent sub acoperire al Națiunilor Unite și prieten apropiat al lui Ranjit
- Dathusena Bandara - tatăl lui Gamini, avocat al Universității din Colombo, membru în consiliul Națiunilor Unite, devine președintele Sri Lankăi
- Ganesh Subramanian - pret hindus în templul Tiru Koneswaram din Trincomalee, Sri Lanka și tatăl lui Ranjit
- Surash - mâna dreaptă a lui Ganesh Subramanian
- Joris Vorhulst - profesor de astronomie la Universitatea din Colombo, care pleacă ulterior să lucreze în proiectul liftului spațial; admirat de Ranjit ca profesor, îl susține pe acesta, între cei doi legându-se o strânsă prietenie
- Mevrouw Beatrix Volhurlst - mama lui Joris
- Kirthis George Kanakaratnam - om de condiție joasă, borfaș și pirat
- Dorothy Kanakaratnam - soția lui Kirthis
- Tiffany, Harold, Rosie și 'Betsy - copiii familiei Kanakaratnam
- T. Orion Bledsoe - ofițer american

### Extratereștri
- Marii Galactici - entitate inteligentă care posedă abilitatea de a se subdivide în fragmente, fiecare capabil să apară „instntaneu” oriunde în galaxie și care monitorizează alte forme de viață
- Rasele subordonate Marilor Galactici:
  - Unu-Virgulă-Cinci - extratereștri de dimensiunea unor pisici care aproape și-au distrus lumea de baștină aflată la 20 de ani-lumină de Pământ și acum sunt nevoiți să poarte scuturi și proteze care îi protejează de mediul toxic și le crește dimensiunea de 1,5 ori; sunt personalul de acțiune al Marilor Galactici, folosiți să distrugă planetele recalcitrante[24]
  - Nouă-Membre – extratereștri cu nouă membre, foarte pricepuți în probleme de limbaj; sunt folosiți de Marii Galactici pentru a comunica cu alte rase
  - Stocații-Mașină - rasă cu aspect demonic, a cărei neglijență față de planeta de baștină a făcut-o pe aceasta nelocuibilă, ceea ce a dus la încărcarea membrilor ei în memoria mașinilor; sunt folosiți de Marii Galactici ca navigatori spațiali și pentru a realiza „copii de backup” ale altor rase

## Opinii critice și analiză
În ciuda publicității de care a beneficiat Ultima teoremă ca „ultimul roman” al lui Arthur C. Clarke, scris de doi Grand Masters ai domeniului SF, romanul nu a avut parte de o primire prea bună din partea criticii.
În recenzia lor, cei de la Entertainment Weekly au spus că „ritmul și tonul inegal duc la o poveste moralizatoare care intrigă. Acest roman scris în colaborare și terminat înainte de moartea lui Clarke survenită în martie, ar fi arătat mai bine ca un proiect solo al oricăruia dintre autori." The Washington Post a spus că „Ultima teoremă se citește ca un album după ureche realizat din temele anului trecut", făcând referire la folosirea de către Clarke și Pohl a unor teme din operele lor anterioare. Thomas M. Wagner de la SF Reviews a scris că „Ultima teoremă este o carte pe care-i e greu să n-o placă, deoarece sunt atâtea lucruri de plăcut în legătură cu ea". El a mai spus că primele două treimi sunt „atât de bune [...] încât aproape că reușesc, dar nu în totalitate, să compenseze nonsensul care dă peste cap întreaga afacere în punctul culminant". Wagner a fost de părere că întâlnirea dintre „două sensibilități literare diferite" a fost „mult mai puțin armonioasă și compatibilă" decât și-ar fi imaginat Clarke și Pohl, rezumând că „Ultima teoremă nu este doar un roman inegal. Este pur și simplu unul dezarticulat, o carte care introduce o serie de idei minunate și de personaje atrăgătoare, credibile, doar pentru a concluziona că nu merită să se încreadă în ele pentru a duce povestea la bun sfârșit, recurgând în cele din urmă - în mod dezastruos - la o formulă depășită și dubioasă". Sheila Merritt de la SciFi Dimensions a spus că, deși ar fi trebuit să fie „un omagiu și un rămas bun pe măsura acestui maestru al SF-ului", s-a dovedit a fi o „carte ușor de lăsat deoparte". Ea a mai spus că intriga „păcătuiește prin găselnițe și început" și că această carte este prea lungă pentru povestea pe care o istorisește. Lui Ed Park de la Los Angeles Times i-a plăcut prima parte a cărții, dar spune că tot farmecul se evaporă în restul ei. El chiar s-a întrebat cât de pregătit pentru publicare era manuscrisul, , adăugând că nu face nimic pentru a „îmbogăți moștenirea vreunuia dintre autori”.
Una dintre criticile uzuale ale majorității recenzorilor a fost că, în ciuda titlului cărții, nu se face nicio legărtură între Marea teoremă a lui Ferman și invazia extraterestră. Alex Kasman de la Mathematical Fiction s-a plâns de erorile făcute de autori în descrierea unor probleme matematice și, în particular, de tratamentul oferit demonstrației făcute de Wiles teoremei lui Fermat. Unora dintre critic li s-a părut că personajele nu au fost dezvoltate suficient. Michael Sims de la The Washington Post a spus că „aceste personaje sunt atât de inconsistente că poți vedea prin ele". Extratereștrii sunt descriși ca niște personaje de desene animate, iar Ranjit nu pare afectat de lunga sa detenție, în timpul căreia este interogat și torturat. Unii critici au fost de părere chiar că romanul a avut un final „oarecum precipitat", criza de după sosirea extratereștrilor fiind rezolvată mult prea repede, ceea ce a dat impresia „că lipsește cel puțin un capitol bun".
Totuși, nu toate recenziile au fost negative. Nader Elhefnawy de la Strange Horizons descrie cartea ca „un experiment interesant". El a spus că Pohl merită credit pentru „capturarea vocii lui Clarke", iar Clarke însuși merită credit pentru că a făcut ceva complet diferit. Deși nu ar recomanda cartea celor care citesc pentru prima dată pe Clarke, Elhefnawy este de părere că fanii nu vor regreta că au citit-o. Mark Yon de la SFF World a fost de părere că, deși nu este una dintre cele mai bune opere ale lui Clarke, „este totuși foarte bună" și a spus că, deși reprezintă o colaborare, cartea îi aparține inconfundabil lui Clarke, „cu același umor, același entuziasm, aceleași licăriri de inspirație, ideile grandioase și același pozitivism curios specific majorității operelor lui Sir Arthur. [...] Se simte o urmă de bucurie: bucuria de a învăța, de a deschide noi oportunități și experiențe și o iubire față de matematică și de știință." Michael Berry de la San Francisco Chronicle a spus că romanul face o „treabă de milioane prin revelarea distracției intelectuale care poate fi obținută prin manipularea matematicii" și a completat că Sri Lanka, casa lui Clarke pentru cea mai mare parte a vieții sale, a fost „adusă la viață", Ultima teoremă - în ciuda unor greșeli minore - „se potrivește perfect stilului lui Clarke, unul dintre cei mai aclamați autori SF și amintește de importanța pe care Pohl a avut-o în cadrul genului mai bine de 70 de ani".

## Traduceri în limba română
- 2010 - Ultima teoremă (cartonată), ed. Nemira, colecția „Nautilus”, traducere Roxana Brînceanu, 432 pag., ISBN 978-606-579-109-1
- 2013 - Ultima teoremă, ed. Nemira, colecția „Nautilus”, traducere Roxana Brînceanu, 432 pag., ISBN 978-606-579-631-7